# San Jose Sharks
I San Jose Sharks sono una squadra di hockey su ghiaccio con sede a San Jose, California. Giocano nella NHL sin dall'espansione del 1991–92.

## Storia

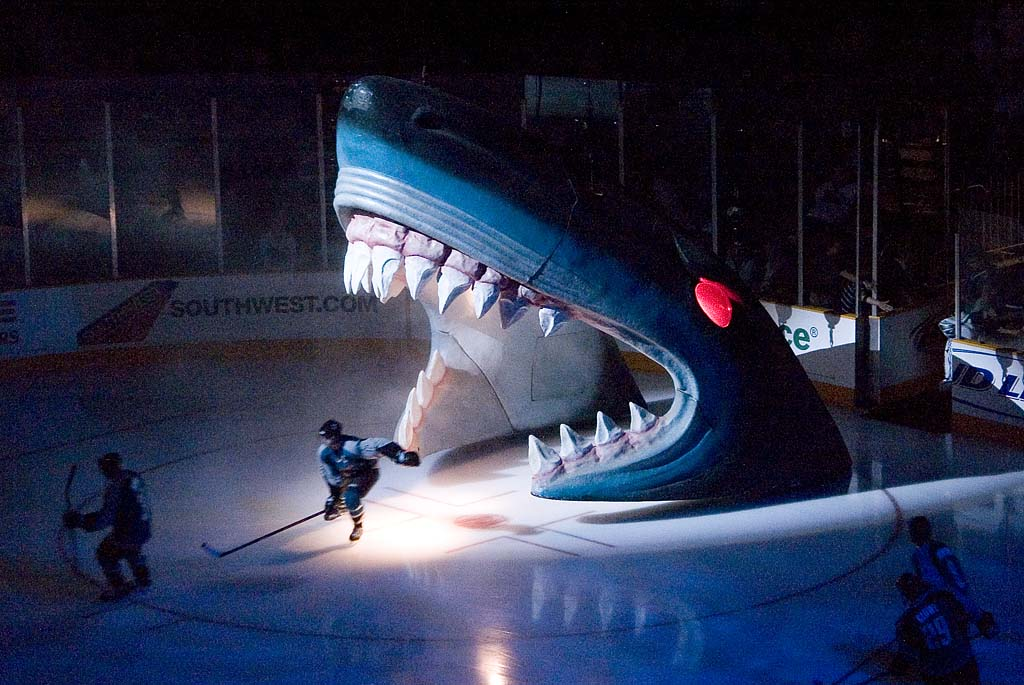
Gli Sharks scendono in pista per una partita

La squadra fu fondata nel 1990 e si unì alla National Hockey League all'inizio della stagione 1991-1992 giocando, nonostante il nome, al Cow Palace di Daly City, vicino a San Francisco. Le loro prime due stagioni furono però terribili, chiuse entrambe all'ultimo posto della Division; la stagione 1992-1993 terminò con uno score di 11 vittorie, 71 sconfitte e 2 pareggi: l'alto numero di sconfitte è tutt'oggi record assoluto della lega. Per la stagione 1993-1994 gli Sharks si trasferirono all'HP Pavillion Center di San Jose, e la fortuna cominciò a girare dalla loro parte: il campionato terminò con il terzo posto nella Pacific Division, che permise alla società di partecipare per la prima volta ai playoff, ove eliminarono subito i Detroit Red Wings (4-3 in serie), per poi venire estromessi dai Toronto Maple Leafs (4-3). Anche la stagione successiva si concluse con un'eliminazione in semifinale, stavolta da parte dei Red Wings per 4-0. Dopo due annate fallimentari, concluse con l'ultima posizione nella Division e senza playoff, gli Sharks, nei successivi anni, riuscirono ad imporsi come una forza dominante della Pacific Division, vincendola, dal 1997 (anno in cui scelsero al draft l'ala Patrick Marleau, futuro miglior marcatore della squadra) al 2011, ben cinque volte; i 117 punti della stagione 2008-2009 fruttarono alla franchigia il Presidents' Trophy come squadra con più punti della regular season, anche se nei playoff uscirono al primo turno, eliminati dagli Anaheim Ducks per 4-2. Nelle stagioni 2009-2010 e 2010-2011, gli Sharks vinsero la Division e giunsero fino in finale di Conference, venendo in entrambi i casi eliminati: la prima volta dai Chicago Blackhawks (futuri vincitori) per 4-0, la seconda dai Vancouver Canucks per 4-1. Nella stagione 2015-16, approdarono per la prima volta alle finali della Stanley Cup, venendo sconfitti dai Pittsburgh Penguins 4-2 nella serie.